# Aeroportul Chalkyitsik
Aeroportul Chalkyitsik (IATA: CIK, ICAO: PACI, FAA LID: CIK) este un aeroport din Alaska, Statele Unite ale Americii ce deservește zona Chalkyitsik⁠(d). Aeroportul a fost tranzitat în 2019 de 2.106 pasageri. A fost numit după zona deservită.
Situat la o altitudine de 166 m, aeroportul dispune de 1 pistă. Este operat de Alaska Department of Transportation & Public Facilities⁠(d).

## Infrastructură

### Piste
Aeroportul dispune de o singură pistă. Pista 03/21 are dimensiunile 4.000 picioare × 75 picioare. 